# Tethydraco
Tethydraco — рід птерозаврів родини птеранодонтиди. Відомо з фрагментарних рештків із пізньомаастрихтських фосфатів Марокко. Перший описаний птеранодонтид із Африки. Імовірно, розмах крил сягав 5 метрів, що є близьким до розмірів інших членів родини, включно з самим птеранодоном.

## Палеоекологія
Відкриття Tethydraco та інших птерозаврів із тих самих покладів дозволило припустити, що пізньокрейдове різноманіття групи недооцінювалось (вважалося, що вціліла тільки родина Azhdarchidae), і щонайменше птеранодонти також дожили до маастрихту, представлені у Марокко Nyctosauridae і Pteranodontidae.